# Hagvågen
Hagvågen est une localité du comté de Nordland, en Norvège.

## Géographie
Administrativement, Hagvågen fait partie de la kommune de Vestvågøy.